# Ханенко, Варвара Николаевна
Варва́ра Никола́евна Хане́нко (в девичестве Терещенко; 9 августа 1852, Глухов — 7 мая 1922, Киев) — киевский коллекционер и меценат.

## Биография
Варвара Николаевна родилась 9 августа 1852 в родовом имении Терещенко в Глухове в семье Николая Терещенко.
В 1874 году вышла замуж за Богдана Ивановича Ханенко.
В 1904 году в своем имении при селе Оленовке Варвара создала ремесленную школу для детей. В 1907 году Варвара Николаевна стала членом Киевского кустарного общества.
За годы жизни она со своим мужем собирала картины, которые впоследствии легли в основу частного музея.
Похоронена на кладбище Выдубицкого монастыря рядом с мужем. После её смерти личный архив Ханенко со всеми документами и фотографиями был украден.